# Sektion Neu-Ulm des Deutschen Alpenvereins
Die Sektion Neu-Ulm des Deutschen Alpenvereins (kurz DAV Neu-Ulm) ist eine Sektion des Deutschen Alpenvereins in Neu-Ulm. Die Sektion Neu-Ulm wurde am 25. Oktober 1901 gegründet und ist somit eine der älteren und mit 8.861 Mitgliedern (Stand: 31. Dezember 2024) eine der größeren Sektionen des Deutschen Alpenvereins und der größte Verein in Neu-Ulm.

## Vorgeschichte
Aus der 1869 in Stuttgart gegründeten Sektion Schwaben entstand am 19. April 1879 die Sektion Ulm–Neu-Ulm, außerdem 1881 die Sektion Leutkirch (Schwarzer Grat). Als vierte Sektion in Schwaben wurde als weiterer Ableger der Sektion Schwaben 1888 die Sektion Ravensburg gegründet. Die Sektion Ulm–Neu-Ulm wurde von 20 Gründungsmitgliedern im Augsburger Hof in Neu-Ulm ins Leben gerufen. Die Sektion Neu-Ulm des Deutschen und Österreichischen Alpenvereins spaltete sich am 25. Oktober 1901 ab.

## Geschichte
Am 25. Oktober 1901 versammelten sich auf Einladung des Fabrikanten Albert Römer, welcher die Vorarbeiten in die Wege geleitet hatte, 24 Herren im Nebenzimmer des Bahnhofhotels Neu-Ulm, um über die projektierte Gründung der Sektion Neu-Ulm zu beraten. Von den als Muster vorliegenden Sektions-Satzungen wurde diejenige der Sektion Allgäu-Immenstadt als am passendsten gefunden. Es fällt auf, dass bei allen Gründungsmitgliedern die Berufsbezeichnung sorgfältig vermerkt wurde. Die gesellschaftliche Stellung des einzelnen Mitglieds scheint damals eine wichtige Rolle gespielt zu haben.
Im Jahr 1908 kam der Gedanke auf, eine Neu-Ulmer Hütte am Hornbachjoch zu errichten. Unermüdlicher Kämpfer für dieses Projekt war der 1. Vorsitzende Albert Römer. Ein Vorvertrag über den Hüttenbauplatz wurde bereits abgeschlossen, auch ein Maurermeister hatte sich bereiterklärt, zum 1. Oktober 1911 den Bau fertigzustellen und Pfarrer und Gemeinde Hinterhornbach waren bereits zur Grundsteinlegung eingeladen. Der Bau der Hütte wurde nie verwirklicht, erst 1953 wurde das Projekt endgültig zu den Akten gelegt.
Der Ausbruch des Ersten Weltkrieges brachte alle Aktivitäten zum Erliegen, der größte Teil der Mitglieder stand im Feld. Im Jahr 1920 wurde eine Schneeschuhabteilung gegründet. Ein Jahr später trat die Sektion als Mitglied der Bergwacht bei. Die Skiläufer der jungen Schneeschuhabteilung benötigten für ihre Winterfahrten einen Stützpunkt. Dem Leiter der Abteilung gelang es 1923, die auf der Nordseite des Immenstädter Horns sehr günstig gelegene Alphütte „Rabennest“ zu pachten. Im selben Jahr wurde auch noch eine Talherberge in Oberstdorf angemietet.
Dem Leiter der Schneeschuhabteilung gelang es, im schönsten Schigebiet des Allgäus die verkäufliche Alphütte Altes Höfle im Gunzesrieder Tal aufzuspüren. In einer außerordentlichen Hauptversammlung stimmte die Vorstandschaft, nach anfänglichem Zögern, am 13. September 1929 dem Kauf zu. Der Erwerb dieser Hütte stellte zweifellos einen Markstein in der Geschichte der Sektion dar. Wiederholt ausgebaut und vergrößert, erfreute sich die Hütte eines ständigen Zuspruchs seitens der Mitglieder. 1930 wurde die Talherberge in Oberstdorf wieder aufgelassen, nachdem der Besitzer des Hauses in finanzielle Schwierigkeiten geraten war. Die Schiläufer entwickelten auf dem Rabennest und jetzt auch auf dem Alten Höfle eine rege Tätigkeit. Der erste Schikurs auf dem Alten Höfle fand im Winter 1932 statt. Das belebende Element dieser Zeitspanne waren die Schiläufer der sehr rührigen Schiabteilung, wie sich die Gruppe jetzt nennt.
Der Ausbruch des Zweiten Weltkrieges im September 1939 hemmte die weitere Entwicklung in starkem Maß. Im März 1945 wurde das Vereinslokal im Bahnhofhotel durch einen Luftangriff völlig zerstört. Bücherei und Projektionsgeräte wurden ein Raub der Flammen, ein normales Vereinsleben war als Folge der sich überstürzenden Ereignisse nicht mehr möglich. Nach Kriegsende wurden der Deutsche Alpenverein und seine Sektionen durch die Militärregierung aufgelöst. Erste Schritte zur Neubildung der Sektion wurden in privaten Gesprächen unternommen. 1946 wurde die beantragte Versammlungsgenehmigung erteilt. Die Neugründung der Sektion unter dem Namen „Alpenverein Neu-Ulm“ fand am 18. April 1946 in der Gaststätte zum Waldeck in Neu-Ulm statt. Der Hauptverein nunmehr vom Österreichischen Alpenverein abgetrennt, wurde erst am 21./22. Oktober 1950 durch die „12 Apostel“ in Würzburg unter dem Namen „Deutscher Alpenverein“ (DAV) wiedergegründet.
1947 wurde eine Jugendgruppe ins Leben gerufen. Nach der langerwarteten Freigabe des Vereinsvermögens wurde sofort mit dem Um- und Ausbau des Alten Höfle begonnen. Am 4. Juni 1949 war Richtfest und am 25. September 1949 wurde das Alte Höfle mit einer Feier seiner Bestimmung übergeben. Das Rabennest wurde 1954 aufgegeben, der Pachtvertrag wurde wegen überhöhter Forderungen aufgelöst. Mit Kaufvertrag vom 24. August 1956 erwirbt die Sektion die im Achtal bei Weiler gelegene Achtalhütte. Am 19. Mai 1957 fand die Einweihung statt. Die Achtalhütte erfreute sich eines so starken Zuspruchs, dass sie vergrößert werden musste. Es wurde ein Anbau erstellt, der die Hütte auf mehr als das Doppelte vergrößerte. Die Arbeiten wurden in den Jahren 1958 bis 1959 ausgeführt. Die Hütte stellte in der Folgezeit einen bedeutenden Faktor in der Ausbildung des alpinen Nachwuchses dar. Im Jahr 1964 entwickelte die Sektion durch die Gründung einer Faltbootgruppe eine neue Betätigungsmöglichkeit für ihre Mitglieder.
Aufmerksam machte die Sektion durch zwei ihrer Mitglieder. Die Bergsteiger Siegfried Hupfauer und Rolf Rosenzopf nahmen von Februar bis März 1966 an der Seilschaft zur ersten Winterbegehung der Eiger-Nordwand-Direttissima-Route teil. Diese wurde nach John Harlin benannt, welcher unterhalb der Spinne einem Seilriss zum Opfer gefallen war. Nach einigen vergeblichen Anläufen wurde 1967 ein zweimal im Jahr erscheinendes Nachrichtenblatt „Mitteilungen der Sektion Neu-Ulm des Deutschen Alpenvereins“ herausgebracht. Ein gravierendes Ereignis war der Brand auf der Achtalhütte am 27. April 1971. Der Wiederaufbau wurde in einer außerordentlichen Hauptversammlung bestätigt. Erneut machten Bergsteiger der Sektion Neu-Ulm von sich reden: Der Leiter der Schwäbischen Himalayaexpedition Gerhard Schmatz, erreichte mit Siegfried Hupfauer sowie Hannelore Schmatz und Günter Kämpfe am 22. April 1973 den Gipfel des 8163 m hohen Manaslu. Am 3. November 1974 konnte die neue Achtalhütte eingeweiht werden.
Ab 1981 wurde das Alte Höfle komplett umgebaut und renoviert, die Kosten sämtlicher Baumaßnahmen stiegen auf über 800.000 DM. Das Haus konnte 1984 eingeweiht und in Betrieb genommen werden. Eine glückliche Gelegenheit erlaubte es, bei Seißen ein großes Grundstück zu erwerben und die bisherige Achtalhütte zu verkaufen. Mit dem Bau konnte 1993 begonnen werden und am 5. März 1995 wurde die neue Hütte „Teufels Backofen“, genannt nach dem Flurstück, der Bestimmung übergeben. Am 2. April 2016 wurde die Hütte wieder verkauft.

## Sektionsvorsitzende
Eine chronologische Übersicht über alle Präsidenten der Sektion seit Gründung.
| Amtszeit  | Präsident          |
| --------- | ------------------ |
| 1901–1919 | Albert Römer       |
| 1919–1922 | Eugen Müller       |
| 1922–1926 | Wilhelm Biedenbach |
| 1926–1934 | Leopold Stark      |
| 1934–1945 | Edmund Conrady     |
| 1945–1946 | ― 1                |
| 1946–1953 | Erwin Jäger        |
| 1953–1971 | Adolf Dörner       |
| 1971–1980 | Rudolf Fürst       |
| 1980–1981 | Wolfgang Schmid    |

| Amtszeit  | Präsident     |
| --------- | ------------- |
| 1981–1982 | Rudolf Fürst  |
| 1983–2005 | Johannes Mann |
| 2005–     | Dieter Danks  |

Anmerkung

## Mitglieder
| Jahr | Mitglieder |
| ---- | ---------- |
| 1901 | .00024     |
| 1907 | .00113     |
| 1924 | .00337     |
| 1947 | .00482     |
| 1959 | .00900     |
| 1976 | 02.500     |
| 2023 | 08.558     |

## Einrichtungen der Sektion

### Hütte
- Altes Höfle. Die Alpenvereinshütte der Sektion Neu-Ulm des Deutschen Alpenvereins befindet sich bei Blaichach. Sie liegt in den Allgäuer Alpen in Deutschland auf einer Höhe von 966 m ü. NHN. Das Alte Höfle wurde 1929 gekauft und 1982 generalsaniert.

### Ehemalige Hütten
- Achtalhütte, Ausbildungsstätte des alpinen Nachwuchses.
- Teufels Backofen, Mittelgebirgshütte.

### Kletteranlage

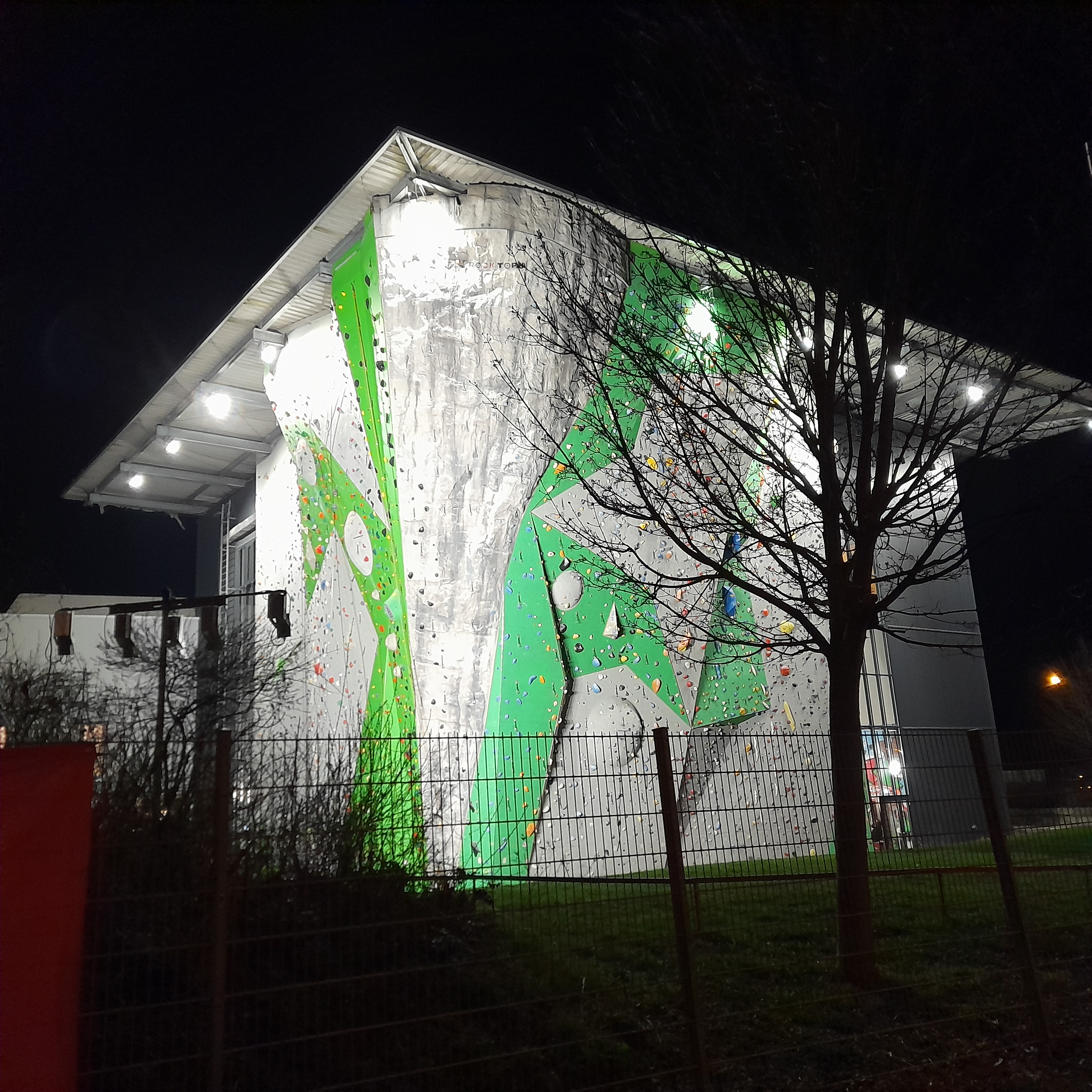
DAV Kletterwelt Sparkassendome

- DAV Kletterwelt SparkassendomeDAV Kletterwelt Neu-Ulm Sparkassendome. Die DAV Kletterwelt Neu-Ulm, erbaut 2011, ist die größte Kletterhalle im süddeutschen Raum und bietet mit einer Kletterhöhe von 17 m im Innen- und Außenbereich, einer Gesamtkletterfläche von 2.900 m², einer Boulderfläche von ca. 300 m², einer Kindererlebniswelt und Slacklines im Freien unzählige Möglichkeiten. Regelmäßig werden die Wände umgestaltet und neue Kletterrouten in der DAV-Kletterwelt installiert.[9]

### Ortsgruppen
- Die Sektion unterhält mehrere Ortsgruppen: Vöhringen und Weißenhorn.[10]

### Geschäftsstelle
Ebenfalls seit 2011 befindet sich die neu eingerichtete Geschäftsstelle im Sektionszentrum (Sparkassendome) in der Nelson-Allee 17.

## JDAV Alpenverein Sektion Neu-Ulm
Die Alpenvereinsjugend wurde im Jahr 1919 vom Hauptverein ins Leben gerufen. Es dauerte noch Jahre, bis der Alpenverein die Ausbildung von Jugendleitern, Lehrwarte und Tourenführern vorantrieb. Die Gründung der Jugend der Sektion Neu-Ulm fand am 3. April 1947 statt, gleichfalls trat die Jugend dem Kreisjugendring Neu-Ulm am 2. September 1947 bei. Das Ziel der Jugendarbeit ist die Schulung. In Kursen wird den Jugendlichen gezeigt, wie man Fahrten plant, welche Ausrüstung erforderlich ist und wie man sich in den Bergen verhält.
Die heutige Alpenvereinsjugend.
Die Jugend der Sektion Neu-Ulm, der Sektion Ulm und der Sektion SSV Ulm 1846 ist eine sektionsübergreifende Gruppierung, sie besteht seit 2010. Ungefähr 100 Mitglieder im Alter zwischen 6 und 26 Jahren sind bergbegeistert, tauschen sich bei Gruppenabenden aus, sammeln Erfahrungen bei spannenden Ausfahrten und haben Spaß am Bergsport. Das Tourenangebot ist sehr vielseitig und reicht von Klettern, Mountainbiken, Wandern, Klettersteigen bis hin zu Ski- und Hochtouren.

## Angebote für Mitglieder
Das Ausbildungs- und Tourenprogramm der Sektion Neu-Ulm umfasst das ganze Spektrum der alpinen Betätigung: Bergwandern, Begehen von Klettersteigen, Skibergsteigen, Schneeschuhbergsteigen, Alpiner Skilauf, Klettern in der Halle (Anfänger und Fortgeschrittene), Felsklettern im Mittelgebirge (Anfänger und Fortgeschrittene), Felsklettern in den Alpen (Anfänger und Fortgeschrittene), Hochtouren, Mountainbike. Einmal im Jahr erscheinen die Bergseiten der Sektion Neu-Ulm. Eine außerordentlich wichtige Funktion in einem Großverein, vor allem wenn dieser viele auswärtige Mitglieder zählt.

## Bekannte Mitglieder
- Wolfgang Schmid, Mathematiker und Statistiker
- Siegfried Hupfauer, Bergsteiger und Alpinpionier.
- Gerhard Schmatz, Bergsteiger und Notar.
- Hannelore Schmatz, Bergsteigerin und die erste Deutsche, die auf dem Gipfel des Mount Everest stand.